# Buchenberg
Buchenberg – gmina targowa w południowych Niemczech, w kraju związkowym Bawaria, w rejencji Szwabia, w regionie Allgäu, w powiecie Oberallgäu. Leży w Allgäu, około 12 km na północny wschód od Sonthofen.

## Polityka
Wójtem gminy jest Toni Barth, w skład rady gminy wchodzi 16 osób.
|      | CSU | SPD | FW | Zieloni | Wahlgemeinschaft Kreuzthal | Razem |
| 2008 | 7   | 1   | 5  | 2       | 1                          | 16    |
| 2002 | 7   | 1   | 5  | 2       | 1                          | 16    |